# Шведе, Леопольд Густавович
Леопольд Густавович Шве́де (1823—1882) — русский инженер-кораблестроитель, строил парусно-винтовые суда различного ранга и класса, участник строительства первого в России плавучего гидравлического пятисекционного дока, инспектор кораблестроительных работ Санкт-Петербургского порта, член кораблестроительного отделения Морского технического комитета, генерал-майор Корпуса корабельных инженеров, основатель морской династии Шведе.

## Биография

### Ранние годы
Леопольд Густавович (Леопольд Магнус) Шведе родился 8 октября 1823 года в г. Вольмар Лифляндской губернии Российской империи в семье нотариуса Перновского уездного суда Шведе Густава Петровича (Густав Фридрих) (1777—1833) и его жены Шведе Софии Юлианы, урождённой Клей (1783—1834). Леопольд был младшим сыном в семье. Его старший брат Роберт стал художником-портретистом и преподавателем живописи, а второй старший брат Альберт (1820—1864) — военным инженером, руководителем строительства Константиновской батареи в Кронштадте, дворцовой электростанции и водоводов в Царском Селе.
24 июля 1840 года Леопольд Шведе, после окончания Перновского реального училища, был определён воспитанником в кондукторские роты учебно-морского рабочего экипажа. 2 июля 1847 года по окончании кораблестроительного отделения морского училища произведён в прапорщики и оставлен в училище преподавателем.

### Строитель кораблей
8 апреля 1851 года был переведён в корпус корабельных инженеров. Принимал участие в разработке проекта и изготовлении чертежей 84-пушечного парусного линейного корабля «Орел», в Новом адмиралтействе состоял помощником руководителя строительства 84-пушечного корабля «Прохор» М. Н. Гринвальда. Участвовал в ходовых испытаниях и в проводке корабля от Петербурга в Кронштадт.
В 1854 году назначен на должность старшего корабельного инженера гребной флотилии Балтийского флота, в составе которой участвовал в отражении атаки англо-французского флота на порт Або в Крымскую войну 1853—1856 годов. 23 июня 1854 года за отличия произведён в подпоручики и назначен руководителем строительства 16 гребных канонерских лодок на Охтинскую верфь. В 1855 году на той же верфи под руководством корабельного инженера поручика А. Иващенко, Шведе принимал участие в строительстве быстроходных винтовых корветов «Боярин», «Новик», «Посадник», «Гридень», «Воевода» и «Рында».
В 1856 году Л. Шведе за отличие был присвоен чин поручика и пожалован орден Святого Станислава 3 степени. В 1856—1857 годах в должности старшего корабельного инженера участвовал в переходе из Кронштадта в Средиземное море на 84-пушечном корабле «Выборг». По возвращении из плавания в 1858 году принимал участие на Галерном острове Санкт-Петербурга в постройке пароходофрегата «Смелый» с паровой машиной в 400 л.с. В 1859 году на верфи Галерного острова участвовал в строительстве первого в России плавучего гидравлического пятисекционного дока сборной конструкции, который спроектировал штабс-капитан Ю. К. Тирнштейн.
1 апреля 1860 года Шведе был назначен помощником судостроителя, а 18 октября 1860 года младшим судостроителем Петербургского порта. В 1860 году построил на Охтинской верфи самостоятельно свой первый корабль 45-пушечный винтовой фрегат «Ослябя» (спущен 8 октября 1860 года) с паровой машиной в 380 л.с. На той же верфи 15 октября 1863 года завершил строительство и спустил на воду 17-ти пушечный винтовой корвет «Аскольд». За строительство кораблей был пожалован от Его Высочества великого князя Алексея Александровича бриллиантовым перстнем. 21 ноября 1864 года был назначен старшим судостроителем Петербургского порта и награждён орденом Святой Анны 3 степени.

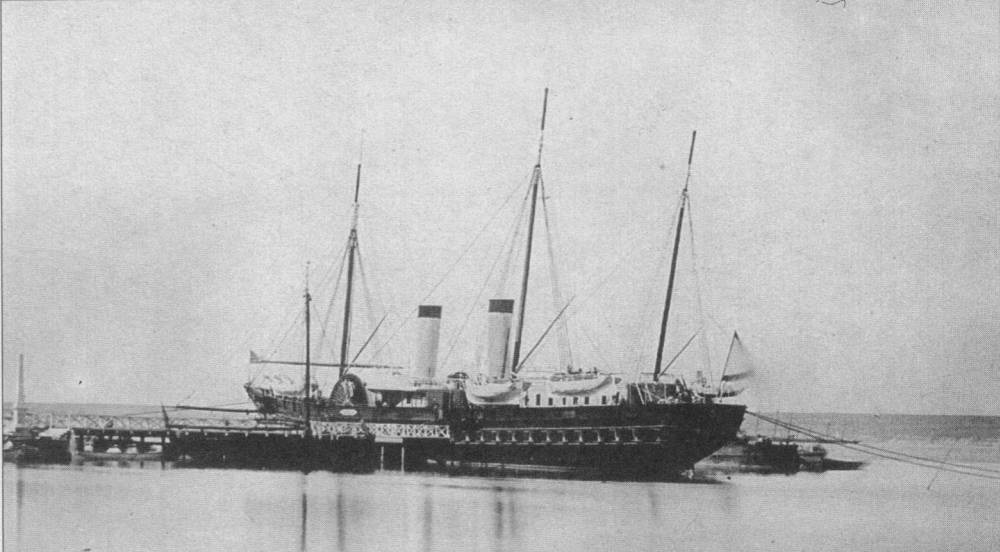
Императорская паровая колесная яхта «Ливадия»

В 1865 году Шведе был командирован в Англию и Францию для изучения опыта постройки железных плавучих доков и деревянных судов по новой смешанной системе набора на железных шпангоутах. 1 января 1866 года произведён в капитаны. В 1867—1868 годах построил в Адмиралтействе дворцового парка в Гатчине на Серебряном озере точные копии кораблей 1797 года: 16-пушечный фрегат «Эмпренабль» («Неприступный») и 8-пушечную яхту «Миролюбивая».
В 1870 году был командирован в Николаев для постройки императорской адмиралтейской паровой яхты «Ливадия». 28 марта 1871 года произведён в подполковники. 1 января 1874 года Шведе за отличную постройку и благополучный спуск «Ливадии» произведён в полковники и награждён единовременно премией в 3000 рублей.
13 ноября 1875 года Шведе избран почётным членом Конференции Николаевской Морской академии и назначен инспектором кораблестроительных работ Петербургского порта. В этой должности он прослужил шесть лет, занимался координацией строительства винтовых клиперов типа «Крейсер». в 1877 году был награждён орденом Святой Анны 2 степени, а 1880 году — орденом Святого Владимира 3 степени. 25 января 1882 года произведён в генерал-майоры и назначен на должность члена кораблестроительного отделения Морского технического комитета.
Леопольд Густавович Шведе скончался 21 марта 1882 года в Петербурге; был похоронен на Волковском лютеранском кладбище.

## Семья
Леопольд Густавович был женат на Александре Петровне, урождённой Георгиевской. Они имели двух сыновей и четырёх дочерей. Оба сына пошли по стопам отца и выбрали морскую профессию. Старший сын Константин Леопольдович (1863—1933), окончил морской корпус и стал морским офицером, во время русско-японской войны 1904-05 на эскадренном броненосце «Орел» в составе 2-й Тихоокеанской эскадры совершил поход из Кронштадта на Дальний Восток и участвовал в Цусимском сражении (14-15 мая 1905), после смертельного ранения командира «Орла» принял на себя командование, несмотря на собственное ранение и контузию. Вышел в отставку в звании капитана 1 ранга. Младший сын Евгений Леопольдович (1859—1893), также окончил морской корпус и стал морским офицером, автором учебных пособий и статей по электрическому и минному делу. В 1893 году выполняя обязанности командира колёсного парохода «Лейтенант Малыгин» и руководителя Северной Енисейской экспедиции, открыл и обследовал бухту на юго-востоке острова Вилькицкого в Карском море, названную в его память бухтой Шведе. Внук Леопольда Густавовича Евгений Евгеньевич (1890—1977) был одним из основоположников советской военно-морской географии, педагогом, контр-адмиралом, первым в СССР доктором военно-морских наук. Его именем названа одна из гор на Земле Королевы Мод в Антарктиде. Сестры Евгения Евгеньевича — Мария Евгеньевна (1892—1963) и Елизавета Евгеньевна (1894—1980) стали художницами и искусствоведами. Правнук Леопольда Густавовича — Шведе Николай Евгеньевич (1924—2003) продолжил семейную традицию, окончил Высшее военно-морское училище им. М. В. Фрунзе, стал капитаном 1-го ранга, служил в Гидрографической службе Балтийского флота, с 1957 работал научным сотрудником в научно-исследовательском институте Военно-морского флота, а с 1976 года в Государственном океанографическом институте в Санкт-Петербурге.